# Graham Collier (cầu thủ bóng đá)
Graham Ronald Collier (sinh ngày 12 tháng 9 năm 1951) là một cựu cầu thủ bóng đá người Anh thi đấu ở vị trí tiền vệ ở Football League cho Nottingham Forest, Scunthorpe United, Barnsley và York City, và ở bóng đá non-league cho Buxton. Ông tiếp quản vị trí trợ lý huấn luyện viên của Ilkeston Town vào tháng 6 năm 1994.